# Carrollton (Kentucky)
Carrollton es una ciudad ubicada en el condado de Carroll en el estado estadounidense de Kentucky. En el Censo de 2010 tenía una población de 3938 habitantes y una densidad poblacional de 743,87 personas por km².

## Geografía
Carrollton se encuentra ubicada en las coordenadas 38°40′47″N 85°9′56″O / 38.67972, -85.16556. Según la Oficina del Censo de los Estados Unidos, Carrollton tiene una superficie total de 5.29 km², de la cual 5.27 km² corresponden a tierra firme y (0.44%) 0.02 km² es agua.

## Demografía
Según el censo de 2010, había 3938 personas residiendo en Carrollton. La densidad de población era de 743,87 hab./km². De los 3938 habitantes, Carrollton estaba compuesto por el 90.6% blancos, el 2.01% eran afroamericanos, el 0.2% eran amerindios, el 0.48% eran asiáticos, el 0% eran isleños del Pacífico, el 4.29% eran de otras razas y el 2.41% pertenecían a dos o más razas. Del total de la población el 9.24% eran hispanos o latinos de cualquier raza.